# 1er corps (Inde)
Ne doit pas être confondu avec 1er corps (Inde britannique).
Pour les articles homonymes, voir 1er corps d’armée.
Le 1er corps est une formation militaire de campagne de l'armée indienne. Le corps a son quartier général à Mathura, dans l'Uttar Pradesh. Il est créé le 1er avril 1965. Il est encore en cours de formation lorsqu'il est envoyé au front en 1965. Créé en tant que premier corps d'attaque de l'armée indienne, il est lancé dans des opérations dans le secteur de Sialkot. Le Corps mène une contre-offensive pendant la guerre indo-pakistanaise de 1965. Lors de la guerre de 1971 contre le Pakistan, il prend part à la bataille de Basantar (en).
Le corps d'armée mène l'exercice (en) Parvat Prahaar (Frappe en montagne) afin de maintenir la préparation au combat dans le secteur nord, le long de la ligne de contrôle réel. Cet exercice, qui se déroule en haute altitude, dans des conditions de terrain accidenté, fait intervenir des chars, de l'artillerie (y compris des K-9 Vajra T), des systèmes de défense aérienne et d'autres moyens. Les éditions de l'exercice sont prévues pour 2022 et 2024,.

## Guerre indo-pakistanaise de 1971
En 1971, la composition du corps est la suivante:
- Secteur X
- 36e division d'infanterie (initialement 8e et 115e brigades)
- 39e division d'infanterie
- 54e division d'infanterie (en)

## Actuellement
En 2021, le Strike One Corps est transféré du Commandement sud-ouest (en) au Commandement nord (en) afin de se concentrer sur la frontière sino-indienne au Ladakh. Selon certaines informations, environ 500 chars de combat principaux et 50 000 soldats seraient déployés dans la région orientale du Ladakh.
Le 1er corps, créé en 1965 et dont le quartier général est situé à Mathura, comprend les formations suivantes :
- 4e division d'infanterie (Allahabad, Uttar Pradesh), aussi appelée Red Eagle Division[7]
  - 7e brigade d'infanterie (Kanpur)[8]
  - 41e brigade d'infanterie (Lucknow)[9],[10]
  - 62e brigade d'infanterie (Kanpur)[11]
  - 4e brigade d'artillerie (Allahabad)[12]
- 6e division de montagne (Bareilly, Uttar Pradesh) aussi appelée Garud Division
- 14e brigade blindée (Indépendante), aussi appelée Black Chargers Brigade

Les éléments suivants ont été transférés sous le commandement direct du Commandement sud-ouest :
- 33e division blindée (en) (Base militaire d'Hisar (en), Haryana), aussi appelée Dot On Target (DOT) Division[13], composée de :
  - 33e brigade d'artillerie
    - 1 régiment d'artillerie remorquée (Howitzer),
    - 1 régiment d'artillerie automotrice
    - 1 LT AD régiment d'artillerie (Light Air Defence) situé à Faridkot et Firozpur

  - 39e brigade blindée (ancienne 39e brigade mécanisée)
  - 57e brigade blindée (ancienne 57e brigade mécanisée)
  - 88e brigade blindée (ancienne 88e brigade mécanisée)[14]
  - 627e brigade blindée anti-aérienne (indépendante) (ancienne 627e brigade mécanisée anti-aérienne (indépendante))
- 42e division d'artillerie (Bassi, Rajasthan), aussi appelée Strategic Striker Division.

## Liste des officiers généraux commandants

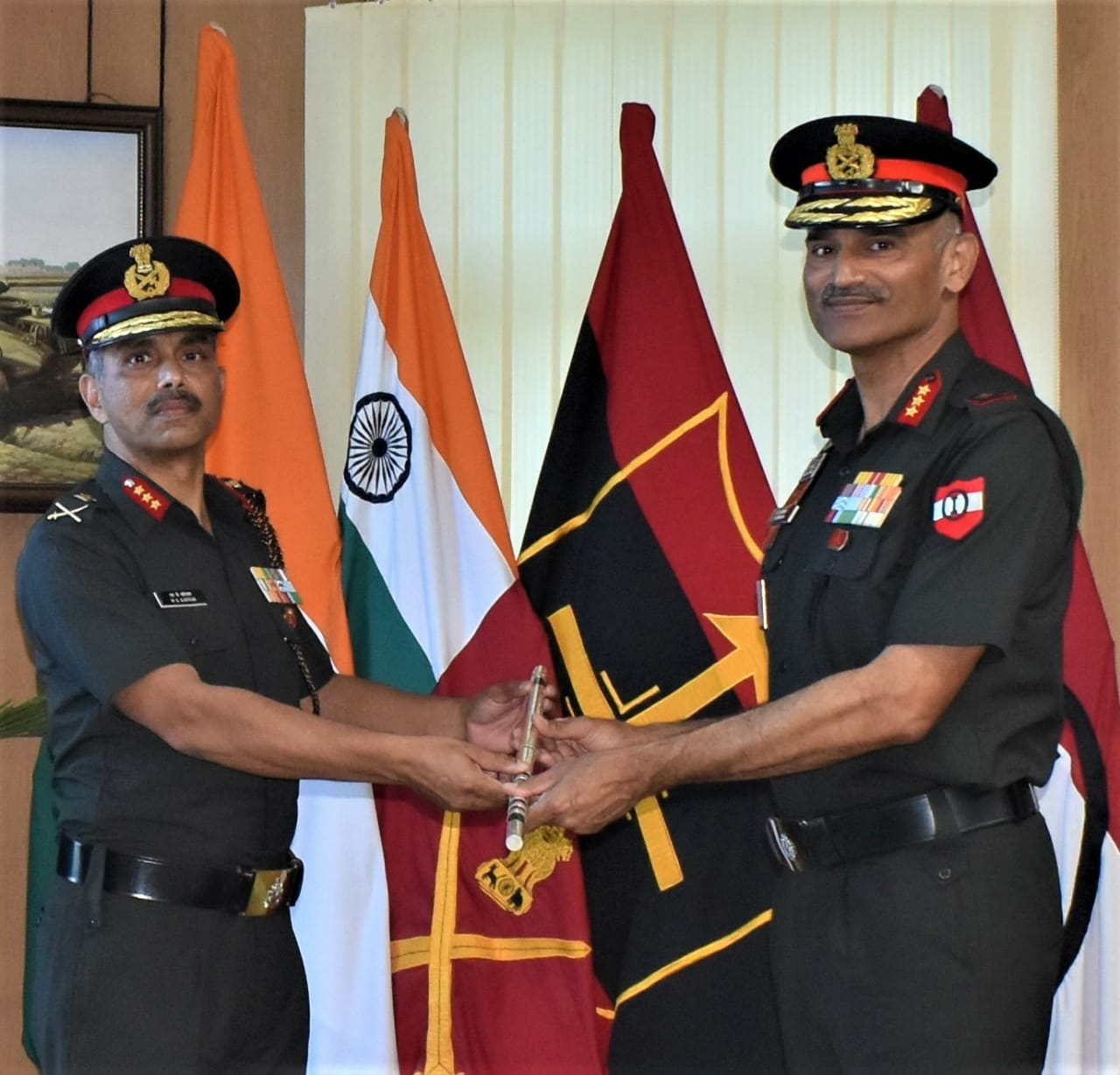
Le lieutenant-général Manoj Kumar Katiyar succède au lieutenant-général CP Cariappa au poste de commandant général de la « Strike 1 », le 5 avril 2021.

| Grade              | Nom                           | Date de nomination | Départ           | Unité de commission                                 | Références |
| ------------------ | ----------------------------- | ------------------ | ---------------- | --------------------------------------------------- | ---------- |
| Lieutenant général | Patrick Oswald Dunn (en)      | Mai 1965           | Janvier 1967     | 3e régiment de fusiliers gorkhas                    | [ 15 ]     |
| Lieutenant général | Jahangir Tehmursap Sataravala | Janvier 1967       | Août 1971        | 13th Frontier Force Rifles (en)                     |            |
| Lieutenant général | Khem Karan Singh (en)         | Août 1971          | Novembre 1973    | 16th Light Cavalry (en)                             | [ 16 ]     |
| Lieutenant général | Sagat Singh (en)              | Novembre 1973      | Novembre 1974    | 3e régiment de fusiliers gorkhas                    |            |
| Lieutenant général | D.K. Chandorkar               | Décembre 1974      | Mars 1978        | Rajputana Rifles (en)                               |            |
| Lieutenant général | Jaswant Singh                 | Mars 1978          | Janvier 1980     | Régiment Punjab (en)                                |            |
| Lieutenant général | Tirath Singh Oberoi (en)      | Janvier 1980       | Août 1981        | Régiment Punjab (en) Régiment de parachutistes (hi) |            |
| Lieutenant général | Harish Chandra Dutta          | Août 1981          | Août 1982        | 8e régiment de fusiliers gorkhas                    |            |
| Lieutenant général | Anand Sarup                   | Août 1982          | Août 1984        | 8e régiment de fusiliers gorkhas                    | [ 17 ]     |
| Lieutenant général | Vishwa Nath Sharma (en)       | Octobre 1984       | Mars 1986        | 16th Light Cavalry (en)                             | [ 18 ]     |
| Lieutenant général | Y.S. Tomar                    | Mars 1986          | Juin 1987        | The Grenadiers                                      |            |
| Lieutenant général | R.N. Mahajan                  | Juin 1987          | Décembre 1988    | Régiment Kumaon (en)                                | [ 19 ]     |
| Lieutenant général | R. Sharma                     | Décembre 1988      | Janvier 1991     | 2e régiment de lanciers (en)                        | [ 20 ]     |
| Lieutenant général | V.K. Singh                    | Janvier 1991       | Avril 1992       | Régiment Madras (en)                                | [ 21 ]     |
| Lieutenant général | Y.M. Bammi                    | Avril 1992         | Juillet 1993     | 4e régiment de fusiliers gorkhas                    |            |
| Lieutenant général | A.S. Sandhu                   | Juillet 1993       | Avril 1995       | Deccan Horse                                        |            |
| Lieutenant général | Vijay Oberoi                  | Avril 1995         | Juin 1997        | Maratha Light Infantry (en)                         |            |
| Lieutenant général | Rajendra Singh Kadyan         | Août 1997          | Janvier 2001     | Rajputana Rifles (en)                               |            |
| Lieutenant général | J.J. Singh (en)               | Janvier 2001       | Décembre 2002    | Maratha Light Infantry (en)                         | [ 22 ]     |
| Lieutenant général | Tej S Pathak                  | Décembre 2002      | Mai 2004         | Régiment de parachutistes (hi)                      | [ 23 ]     |
| Lieutenant général | Susheel Gupta                 | Mai 2004           | Avril 2006       | Jammu and Kashmir Rifles (en)                       | [ 24 ]     |
| Lieutenant général | P.C. Katoch                   | Avril 2006         | Octobre 2007     | Régiment de parachutistes (hi)                      | [ 25 ]     |
| Lieutenant général | Tejinder Singh                | Octobre 2007       | Octobre 2008     | Brigade of the Guards (en)                          |            |
| Lieutenant général | S.R. Ghosh                    | Octobre 2008       | Novembre 2009    | Brigade of the Guards (en)                          | [ 26 ]     |
| Lieutenant général | A. K. Singh (en)              | Novembre 2009      | Avril 2011       | 7th Light Cavalry (en)                              | [ 27 ]     |
| Lieutenant général | Ashok Singh                   | Mai 2011           | Août 2012        | Brigade of the Guards (en)                          | [ 28 ]     |
| Lieutenant général | P.R. Kumar                    | Août 2012          | Août 2013        | Régiment d'artillerie (en) Army Aviation Corps      | [ 29 ]     |
| Lieutenant général | Ravindra Thogde               | Août 2013          | Septembre 2014   | 1er régiment de fusiliers gorkhas                   | [ 30 ]     |
| Lieutenant général | Ashok Bhim Shivane            | Septembre 2014     | Octobre 2015     | 7th Light Cavalry (en)                              | [ 31 ]     |
| Lieutenant général | Shokin Chauhan                | 8 octobre 2015     | Novembre 2016    | 11e régiment de fusiliers gorkhas                   | [ 32 ]     |
| Lieutenant général | Ranbir Singh (en)             | 30 novembre 2016   | 29 décembre 2017 | Régiment Dogra (en)                                 | [ 33 ]     |
| Lieutenant général | Taranjit Singh                | 29 décembre 2017   | 25 janvier 2019  | 65e régiment blindé (en)                            | [ 34 ]     |
| Lieutenant général | Amardeep Singh Bhinder (en)   | 25 janvier 2019    | 3 avril 2020     | Deccan Horse                                        | [ 35 ]     |
| Lieutenant général | Codanda Poovaiah Cariappa     | 4 avril 2020       | 5 avril 2021     | Rajputana Rifles (en)                               | [ 36 ]     |
| Lieutenant général | Manoj Kumar Katiyar (en)      | 5 avril 2021       | 30 avril 2022    | Régiment Rajput                                     | [ 37 ]     |
| Lieutenant général | Gajendra Joshi                | 1er mai 2022       | 8 juin 2023      | Garhwal Rifles (en)                                 | [ 38 ]     |
| Lieutenant général | Sanjay Mitra                  | 9 juin 2023        | 16 juin 2025     | The Grenadiers                                      | [ 39 ]     |
| Lieutenant général | V Hariharan                   | 17 juin 2025       | En cours         | Garhwal Rifles (en)                                 | [ 40 ]     |